# Molophilus araucoensis
Molophilus araucoensis är en tvåvingeart som beskrevs av Alexander 1981. Molophilus araucoensis ingår i släktet Molophilus och familjen småharkrankar. Inga underarter finns listade i Catalogue of Life.